# Liste des chansons de Charles Trenet
 (mars 2014).
Si vous disposez d'ouvrages ou d'articles de référence ou si vous connaissez des sites web de qualité traitant du thème abordé ici, merci de compléter l'article en donnant les références utiles à sa vérifiabilité et en les liant à la section « Notes et références ».
Cette page recense par ordre chronologique les chansons écrites, composées et interprétées par Charles Trenet (1913-2001).

## Liste des chansons
Note : les chansons suivantes restent à classer : Scène de famille /  Politique / Cinéma / Bohème / Carriole de grand-père / Cette main / Le Docteur / Un homme officier / La Nouvelle

### 1932
- Ô, mon maître
- Hélène
- Merveilleux petit bijou
- Chantez, mon cœur !
- Sais-tu ? sais-tu qu'il existe sur la terre ?
- Viens !… viens ! quitte ce soir cette vie
- Tournons, tournons
- Chœur du ministère
- Pourquoi ?… (Pourquoi, ces p'tits trucs-là ?)

### 1933
- Quand le ciel est clair (Chanson de marin)
- L'École buissonnière (Une chanson de quand on était petits)
- L'Hôtel borgne (1re version)
- On s'embrasse, on s'enlace
- Quand les beaux jours seront là
- Rengaine d'amour
- Sur le Yang-Tsé-Kyang
- Tous deux, tout doux
- Dans le lit d'Aline
- Augustine et Augustin
- Ma pensée vous suit partout (avec Charlotte Dauviat)

### 1934
- Un million de disques…
- J'vous aime pas
- Les Feux de la Saint-Jean
- Le Duel
- Sous le lit de Lily
- Le Petit Oiseau
- Les Roses et les Épines

### 1935
- Un p'tit béguin pour le dimanche
- Si nous étions mariés
- Simplement
- Rendez-vous sous la pluie
- Le Petit Noël
- Le Mort (poème) [1]
- Le Petit Pensionnaire
- La Fille de Lorient (Vieille chanson bretonne)
- Maman, ne vends pas la maison
- La Ménagerie Patarac (Souvenirs de la foire)
- Quand on est cheval de fiacre
- La Dernière Bergère
- Adieu, Paris
- Le Fils de la femme-poisson (Souvenirs de la foire)[2]
- Le Diable au village
- L'Hôtel borgne (2e version)
- Parfois triste
- Vous aimer…
- La Vieille Marquise
- La Tête de veau
- Ni cheval, ni femme, ni moustache (No horse, no wife, no mustache)
- Dans Paris y'a une dame
- Les Jolies Demoiselles
- Loup, où es-tu ? (d'après Le Petit Chaperon rouge)
- Blottis dans un coin
- Le Bout du monde
- Parce que je vous aime
- Le printemps n'est pas loin
- Quand nous serons mariés
- Quand on est jeune
- J'ai un rendez-vous
- Grands bonheurs humains (publicité pour les chapeaux Sools)
- Miss Otis regrette (Miss Otis regrets)[3]

### 1936
- La Situation de Tartempion
- Les Petits Punis
- La Valse à tout le monde[4]
- Tout est au duc
- Vous oubliez votre cheval
- Le Fiancé
- Le Prince

### 1937
- Vous qui passez sans me voir
- La Biguine à Bango
- Fleur bleue
- J'aime une rivière
- Je chante
- Bateau d'amour
- Amour… amour…
- J'ai ta main
- Ma ville
- Quel beau dimanche !
- Le Grand Café
- Pigeon vole
- Y'a d'la joie

### 1938
- Ménilmontant
- Les Oiseaux de Paris
- Tout me sourit
- J'ai connu de vous
- En quittant une ville, j'entends
- Boum ! (Grand prix du Disque "Candide" 1938, disque Columbia DF 2471)
- La Chanson des amoureux
- Miss Emily
- Annie-Anna
- Sérénade portugaise
- La Polka du roi
- L'amour m'a

### 1939
- Jardin du mois de mai
- Quand j'étais p'tit, je vous aimais…
- Le Soleil et la Lune
- Il pleut dans ma chambre
- Les enfants s'ennuient le dimanche
- Mam'zelle Clio
- Ah, dis ! Ah, dis ! Ah, dis ! Ah, bonjour !
- Fermier Isidore
- Valse des amours passées
- Hop ! Hop !
- La Java des scaphandriers
- La Route enchantée
- La Vie qui va
- Vous êtes jolie
- La Vieille
- L'espace me lasse
- Prélude des elfes

### 1940
- Pic !… pic !… pic !…
- Près de toi, mon amour
- Papa pique et maman coud
- Your Hand in My Hand (1re version anglaise de J'ai ta main)
- Boom ! (1re version anglaise de Boum !)

### 1941
- Chanson de Lormel
- Bonsoir, jolie madame
- Un rien me fait chanter
- Verlaine (Chanson d'automne) (mise en musique du poème de Verlaine, paroles légèrement modifiées)
- Tout ça c'est pour nous
- La Chanson du joli feu de bois
- Les Bruits de Paris (Lundi au lit)
- Swing troubadour
- Espoir
- Terre !
- La Poule zazou
- Sainte Catherine
- La Cigale et la Fourmi (fable de Jean de La Fontaine mise en musique par Charles Trenet)
- Ô, mon étoile

### 1942
- Le Temps des cerises
- Le soleil a des rayons de pluie
- Si tu vas à Paris
- Quand tu reverras ton village
- La Marche des jeunes
- Ma rivière
- C'est bon
- Vous souvenez-vous, grand'maman ?
- Deux mots à l'oreille
- Papa peint dans les bois
- Que reste-t-il de nos amours ?
- Sur le fil (musique de Charles Trénet et Jean Solar, paroles de Francis Blanche)
- La Romance de Paris

### 1943
- Si vous aimiez
- La  Bourse ou la Vie
- Devant la mer
- Marie-toi
- Je fais la course avec le train
- Je n'y suis pour personne
- Quand un facteur s'envole
- Maman Bouquet
- L'Héritage infernal
- Le bonheur ne passe qu'une fois
- Des mots démodés
- Frédérica
- Débit de l'eau, débit de lait (paroles de Francis Blanche et Charles Trenet)
- Douce France
- La Chanson du vitrier
- La Folie du rythme
- Si tu vas à La Varenne
- Une noce dans un carrosse

### 1945
- Si le bon vent
- Quartier latin
- Poésie
- On danse à Paris
- Imaginez
- Liberté
- Chacun son rêve
- Ding ! Dong !
- La Folle Complainte
- Un air qui vient de chez nous
- La Mer
- Tu ne seras jamais pâtissier
- En écoutant mon cœur chanter
- All of a Sudden My Heart Sings

### 1946
- Tombé du ciel
- La Chanson de l'ours (d'après L'Air de l'ours, mélodie traditionnelle chantée lors de la Fête de l'ours à Prats-de-Mollo[5],[6]
- C'était… c'était… c'était…
- Seul… depuis toujours
- Une vache sur un mur (d'après la chanson traditionnelle Une poule sur un mur)
- Au clair de la lune (d'après la chanson traditionnelle)
- Je ne sais pas pourquoi (I Don't Know Why)
- En attendant ma belle
- Souvenir d'un chanteur à voix
- Buenas noches, Buenos Aires

### 1947
- Votre visage
- Rêve d'Ajaccio (Rêve espagnol - Cadaquès)
- Le Retour des saisons
- La Minou, la Cançon, la Baya (Les Trois Grasses)
- Formidable !
- Cœur de palmier
- Retour à Paris (Revoir Paris)
- Mon cher Canada
- Marie-Marie
- Gala poté
- Le Violon du diable
- Le Dernier Troubadour
- N'y pensez pas trop
- Madame la pluie
- Enfant, ta tante t'attend
- Je suis bilingue
- Piver
- Docteur, comment allez-vous ?
- O Tropeiro / Le Troupier

### 1948
- Quand descend le soir
- Marie-Thérèse
- Coquelicot
- Une noix
- France Dimanche
- De la fenêtre d'en haut
- Grand'maman, c'est New York
- Ève
- Autour du monde
- Berceuse
- Les gendarmes s'endorment sous la pluie

### 1949
- Le Roi Dagobert (d'après la chanson traditionnelle)
- Mes jeunes années
- Rendez-vous sur la tour Eiffel

### 1950
- Un jour vous comprendrez
- Printemps à Rio
- Ohé, Paris !
- Dans les rues de Québec
- Tu n'as plus de cœur
- Mais oui, mais oui (publicité Bourjois)
- Soir de Paris
- Boom ! (2e version anglaise)
- Hello Paris (version anglaise de Retour à Paris)
- Holding Hands (2e version anglaise de J'ai ta main)

### 1951
- Mon vieux ciné
- La Cité de Carcassonne
- Les Bœufs (d'après la chanson traditionnelle de Pierre Dupont)
- L'Âme des poètes
- Ma maison
- Raphaël
- Voyage au Canada
- Où irons-nous dimanche prochain ?…
- Simple et tendre
- Le Serpent python

### 1952
- Quelque part… deux amants…
- En ce temps-là
- Dans les pharmacies
- Bouquet de joie
- Le Cœur de Paris
- Où vas-tu chaque nuit ?
- La Pavane des patronages
- En Seine-et-Oise
- La Jolie Sardane
- Je marche au bord de l'eau
- Mon amour est parti pour longtemps (sous-titrée "Chanson tzigane", disque Columbia BF 405)
- L'Oiseau de paradis
- Au revoir, mes amis
- Histoire d'un monsieur
- Le Chêne et le Roseau
- Tour de France

### 1953
- Les Olivettes
- Mon vieil Atlantique
- Font-Romeu
- Chanson pour Noël
- En avril à Paris
- Quand un bateau blanc

### 1954
- Coin de rue
- Adieu, mes beaux rivages
- Paule, sur mes épaules
- Maman chérie
- La Barbe

### 1955
- Quand vous entendrez, mam'zelle
- Où sont-ils donc ?
- Ma philosophie
- Liberté de Paris
- J'ai perdu ma veste
- Rien qu'une chanson
- L'Âne et le Gendarme
- Les Trois Roses
- À la porte du garage (c'est l'accent narbonnais de son ami écrivain régionaliste Gaston Bonheur qui inspira à Charles Trenet cette chanson)
- Les Chansons de la nuit
- Moi, j'aime le music-hall
- Route nationale 7
- Du soir au lendemain
- Les Coupeurs de bois
- La Java du diable
- Paie tes dettes
- J'ai mordu dans le fruit
- Rome
- Source bleue

### 1956
- En tournée
- C'est le Rhône qui ronronne
- La Maison du poète
- Loreleï
- Le Noël des enfants noirs
- Pauvre Georges André
- La Petite Musique
- Vivre en chantant

### 1957
- Le Jardin extraordinaire
- Les Filles de chez nous
- À ciel ouvert
- Gangsters et documentaires
- Printemps à Paris

### 1958
- Le Piano de la plage
- Rien ne pourra nous séparer (We Must Not Part)
- Un jour vous comprendrez

### 1959
- La vie est une aventure
- Nuit d'hiver
- Les Relations mondaines
- Cloches, sonnez
- Giovanni
- Source d'or

### 1960
- Qu'est devenue la Madelon ?
- Barcelone
- Dis-moi, quel est ton nom ?
- Les Soldats
- Sacré farceur
- La Bonne Planète
- Par la porte entr'ouverte
- Rien ne peut changer ma joie
- Le Jongleur
- Obéis au Bey
- Les Petits Regrets
- Si le cœur vous en dit

### 1961
- Les Voix du ciel
- Orphée
- Narbonne, mon amie
- La Plus Belle Nuit
- Au fil du temps perdu
- Le Pauvre Antoine
- Kangourou
- La P'tit' Didi (orchestration d'André Popp)
- Toi qui passais
- Tu reverras l'île Maurice (This Is You)

### 1962
- Si loin de ton amour
- L'Horrible Tango
- Zéphyr
- Les Chemins oubliés
- Mourir au printemps

### 1963
- Tout doux en péniche
- Simple et légère (Toute la chanson)
- Les Vacances de Poly
- La Famille musicienne
- Landru
- Mon village englouti
- Quand nous irons en vacances
- Le Grand Partage
- Jeunesse plumée
- Cow-boy, mon ami
- Lettre à Poly
- Mourir au printemps
- Un rêve qui vient

### 1964
- Ma raison de vivre
- L'amour sourit (La Chanson de Bruno)

### 1965
- Merci, Paris
- Ma pauvre chanson
- À mi-chemin
- Chante le vent
- L'Épicière
- Il faut garder la poésie
- Il reviendra, ce grand amour
- Vous qui me quittez
- Ah, quand l'amour
- Soyez sages, les enfants
- Quel plaisir d'avoir une maison

### 1966
- La Terre est une grosse boule
- La Tarentelle de Caruso
- J'envie ta vie, ô, vagabond
- Le Chinois
- Demain, c'est la fin du monde
- La Dame de Béziers
- Rachel, dans ta maison
- On attendait d'avoir vingt ans
- Le Val de Marne

### 1968
- Avec toi, on vivrait…

### 1969
- Il y avait des arbres
- Les Fugues de Bach

### 1970
- Au bal de la nuit
- L'Oiseau des vacances
- Le Revenant
- Ô, ma vie
- Si le roi de France revenait

### 1971
- Renaud, Renaud (d'après la chanson traditionnelle La Complainte du roi Renaud)
- Implorante, la plante
- Les Chiens-loups
- Un jour, j'irai
- L'Abbé à l'harmonium
- La Chance aux chansons
- Fidèle
- Ne cherchez pas dans les pianos
- La guerre… Monsieur !
- Les Lève-tôt du dimanche

### 1972
- Prenez le temps de chanter (paroles coécrites avec Guy Lux)
- Michelle, j'aimerais tant…
- L'Inquiet
- Les Bulldozers
- Dansa copoeira
- Samedi soir usagé
- Les Incas de banlieue
- Le Bateau-lavoir
- Okahana !
- Joue-moi de l'électrophone
- Rien n'est en place
- Fons Godail[7]
- Le Vieux Manège
- Mon opérette
- Voici le peigne, le miroir

### 1973
- Le Truc du pognon
- Ma sœur, n'oubliez pas (paroles coécrites avec Gaston Bonheur)
- À la gare de Perpignan
- Les Amours qui reviendront
- L'Héritage de grand-mère
- Boulem pam boli (d'après le folklore catalan)
- Chansons en liberté
- Y'a un grillon dans ma maison

### 1974
- Il pleut sur ma chaumière
- À l'île Maurice
- Cinq ans de Marine
- Le Mécène
- Où es-tu, ma souris ?
- La mer est grise

### 1975
- Les oiseaux me donnent envie de chanter
- Tiens, voilà le gros Bill !
- Les Pelouses sportives (texte publié en 1941[8])
- Une dame qui joue là-haut (La Dame au piano)
- Ma vérité
- Vingt ans

### 1976
- Versailles en Provence
- Le Nid de pies (d'après la chanson traditionnelle Y'a une pie dans l'poirier)
- Il faudrait toujours
- À la brocante
- Le Folklore
- Il vend des téléviseurs aux paysans
- Pain beurré et pain doré

### 1979
- Y'a ma Kamabah

### 1981
- Le temps qui passe nous a volés
- Vrai ! Vrai ! Vrai !
- Que veux-tu que je te dise, maman ?
- L'Écologiste
- La Flûte du maire
- Gilles, je t'achète une automobile
- Gruissan, mes amours
- Marie, tu dors…
- Cœur absent
- Dîner avec un ami
- Soufflez, soufflez les bougies
- Les Vrais Parents, la vraie famille
- Y'a ma Kamabah
- La Mort du chiffonnier
- Bonsoir, la nuit
- Les Oies sauvages
- Rémi, Rémi, Rémi
- Ils marchent, ils marchent
- Lise et Rémi

### 1982
- Place de la Bastille

### 1983
- Rodéo d'amour
- Moi, je vends du blues

### 1986
- Sans famille
- Aux fontaines de la cloche (d'après la chanson traditionnelle À la claire fontaine)
- Le Fantôme de la tour Eiffel
- L'Homme au singe savant
- Allons, idées
- Le Visage de l'amour

### 1988
- Vas-y, Tonton
- Radio Vocation

### 1991
- Tempéramentale
- Tiens, il pleut
- Les Intellectuels
- En souvenir de toi…
- Le Cor (d'après le poème Le Cor d'Alfred de Vigny)
- J'aime la pub !
- Drôles d'idées !
- Je n'irai pas à Notre-Dame
- La Tramontane
- L'amour, ça s'en vient
- Soleil d'octobre
- Catherine (de Medicis)
- L'Ami des lendemains
- Le Voyage de la vieille
- Le Visage de l'amour

### 1992
- Quand les cigales seront parties
- Laisse courir tes doigts
- American souvenirs
- Nagib
- Mon cœur s'envole vers toi
- Juste pour rire
- Conte à rebours
- Nous, on rêvait
- Amis comme avant
- Oui, quand j'aime
- Si vous pleurez
- Les Accordéons
- Coucher de soleil à Cannes
- La Valse d'ombre

### 1993
- Le Peintre perdu…
- Je suis toujours content
- De tout dans un cœur
- Le Mur-mûr
- Johnny, tu me manques… (En hommage à Johnny Hess)
- La Terre
- Banlieue de banlieue
- Pars, si tu veux
- Les Indiens
- Qu'est-ce qu'un cheval vaut ?
- Les anges sont partis
- Hic ! Haec ! Hoc !
- Le Manège du temps
- Le Millefeuille de Satan
- N'attends rien des autres
- Pâte à papier
- La Valse d'ombre

### 1994
- Pardon
- Le Cauchemar
- Trenetement
- Les Chansons qui chantent

### 1995
- Fais ta vie ! (Ce texte est inspiré du poème Enthousiasme d’Albert Bausil, cf. le livre Trenet Cabu par Vincent Lisita)
- Rien à cirer
- Le jazz revient !
- Hélicoptère
- Le Tulbétuque de papa
- Le Blues du corsaire
- Raspoutine
- Léon, où c'est-y qu't'es donc ?
- Les Mites
- Ce soir, je viens chez toi
- Rêves presque oubliés

### 1996
- L'Enfance
- Envoyez le play-back

### 1999
- Toi, toi, toi !
- Sexuel Été
- Les poètes descendent dans la rue
- Le Jeune Mendiant
- La Marche des bons enfants